# Tillandsia 'Betty'
Tillandsia 'Betty' es un cultivar híbrido del género Tillandsia perteneciente a la familia Bromeliaceae.
Es un híbrido creado con la especie Tillandsia xerographica × Tillandsia brachycaulos.